# Amata philippi
Amata philippi là một loài bướm đêm thuộc phân họ Arctiinae, họ Erebidae.